# Electus Zwinner
Electus Zwinner OFM (? – 7. dubna 1668), též Elektus Zwinner byl františkán působící nejprve v českých zemích. Do řádu vstoupil jistě někdy před rokem 1640. Působil jako františkánský misionář ve Svaté zemi, kde vedl františkánskou misii jako generální řádový komisař.
Na základě těchto svých zkušeností, konkrétně ze své třetí cesty do Palestiny v roce 1658, zpracoval knihu Blumenbuch von dem heiligen Land vytištěnou v Mnichově v roce 1661. Nejedná se o herbář či botanickou příručku, jak by se mohlo zdát z názvu, ale komplexně zpracovaného geografického průvodce, který je doplněn o několik mědirytových map a obrázků reálií míst spojených s křesťanstvím. Autorem podkladů pro ilustrace byl rovněž bratr Electus a zobrazil zde mimo jiné plán a vedutu soudobého Jeruzaléma, půdorysy chrámu Božího hrobu tamtéž nebo františkánského kláštera v Betlémě.
Po nejméně třetím pobytu na Blízkém východě pobýval opět v českých zemích, přinejmenším v letech 1659–1662, kdy byl zvolen definitorem české františkánské provincie. V jiném tříletém období byl zase zvolen kustodem provincie. Za své zásluhy, těžko říci zda misijní nebo v Čechách, získal čestné řádové tituly „otec provincie“ a „generální kazatel“. Svatou zemi navštívil P. Zwinner údajně čtyřikrát , byl údajně rovněž kvardiánem, snad františkánského kláštera v Jeruzalémě.
Během své poslední cesty do Svaté země Electus Zwinner zemřel 7. dubna 1668 v Betlémě.